# Отечество (издателство)
„Отечество“ е бивше българско издателство, специализирано в издаването на художествена литература, главно детски книги от български автори. Издателството е организирано от Николай Янков. Логото на издателството представлява дете, хванало с две ръце голяма книга.

## Библиотека „Фантастика“
Повечето от издаваните произведения са събрани в поредицата „Библиотека „Фантастика““.
В нея своя дебют правят българските писатели: Агоп Мелконян, Любомир Николов – Нарви, Асен Милчев, Никола Кесаровски, Велко Милоев.

## Библиотека „Четиво за юноши“
Продължение на едноименната поредица на Народна култура
- Мостът на въздишките – Вера Морозова (1976)
- Тайната – Константин Бадигин (1976)
- Признавате ли се за виновен? – Евгений Рис (1976)
- Способ за Алкивиад – Едмунд Нижурски (1976)
- Лаутаро – Фернандо Алегрия (1976)
- Големия Мон – Ален Фурние (1976)
- Железният вятър – Виктор Егоров, Лев Парфьонов (1976)
- Лично отговорен – Дмитро Мишченко (1976)

Впоследствие с нов дизайн:
1. Момчетата от улица Пал – Ференц Молнар (1977)
2. Тревога – Ричи Достян (1977)
3. Братът на мълчаливия вълк – Клара Ярункова (1977)
4. Спасителят в ръжта – Джеръм Дейвид Селинджър (1978)
5. Смахнатата Евдокия – Анатолий Алексин (1978)
6. Сватбен марш – Валерий Медведев (1978)
7. Реми и призракът – Колет Вивие (1979)
8. Кракатит – Карел Чапек (1979)
9. Златните ябълки на хесперидите – Валентин Тублин (1980)
10. Ученически години – Владимир Тендряков / Валентин Распутин (1980)
11. Крахът на черните джуджета – Ростислав Самбук (1980)
12. Книга за Хонс – Йоахим Купш (1980)
13. Не плачи, вълко! – Фарли Моуът (1981)
14. На Учителя с Любов – Едуард Рикардо Брейтуейт (1980)
15. Господин Автомобил и загадките на Фромборк – Збигнев Ненацки (1980)
16. В човешки дрехи – Лена Крун (1981)
17. Чисти камъчета – Алберт Лиханов (1980)
18. Нощният татко – Мария Грипе (1981)
19. Да убиеш присмехулник – Харпър Ли (1981)
20. Крепост от тръни – Ищван Фекете (1981)
21. Трънакът – Йежи Шчигел (1982)
22. Сватбарката – Карсън Маккълърс (1982)
23. Силас и черната кобила – Сесил Бьодкер (1982)
24. Самотният бегач на дълго разстояние – Алън Силитоу (1982)
25. Силас и Гудик Куция – Сесил Бьодкер (1984)
26. Звън на паяжинка • Женя и Синчо – Виктор Близнец (1983)

## Библиотека „Избрани книги за деца и юноши“
- Капитан Немо – Жул Верн (1979)
- Стършел – Етел Лилиан Войнич (1979)
- Арканзаски трапери – Гюстав Емар (1980)
- Историята на Артър Гордън Пим – Едгар Алън По (1980)
- Скарамуш – Рафаел Сабатини (1980)
- Винету І – Карл Май (1981)
- Винету II – Карл Май (1981)
- Жангада. 800 левги по Амазонка – Жул Верн (1981)
- Черният корсар – Емилио Салгари (1981)
- Две години ваканция – Жул Верн (1982)
- Клетниците – Виктор Юго (1982)
- Коледни песни – Чарлз Дикенс (1982)
- Морски труженици – Виктор Юго (1982)
- Наследникът от Калкута – Роберт Щилмарк (1982)
- Приключенията на Незнайко • Незнайко в Слънчевия град – Николай Носов (1982)
- Роб Рой – Уолтър Скот (1982)
- Спартак – Рафаело Джованьоли (1982)
- Ариел • Продавач на въздух • Последният човек от Атлантида – Александър Беляев (1983)
- Голямото каменно лице – Натаниел Хоторн (1983)
- Къщата с призраците – Уошингтън Ървинг (1983)
- Лорна Дун – Ричард Блакмор (1983)
- Пътешествието на „Орла“ – Ги дьо Мопасан (1983)
- Роб Рой – Уолтър Скот (1983)
- Белият Бим – Черното ухо – Гавриил Троеполски (1984)
- Долината на мълчаливите – Джеймс Оливър Кърууд (1984)
- Последният мохикан – Джеймс Фенимор Купър (1984)
- Приключенията на Лукчо • Джалсомино в страната на лъжците – Джани Родари (1984)
- Човекът в калъф – Антон Чехов (1984)
- Винету ІІІ – Карл Май (1985)
- Джамиля • Първият учител • Белият параход – Чингиз Айтматов (1985)
- Кенилуърт – Уолтър Скот (1985)
- Клетниците – Виктор Юго (1985)
- Приключенията на Оливър Туист – Чарлз Дикенс (1985)
- Спартак – Рафаело Джованьоли (1985)
- Старинно предание – Юзеф Крашевски (1985)
- Червенокосото – Жул Ренар (1985)
- Чичо Томовата колиба – Хариет Бичър Стоу (1985)
- Щраусови пера – Лудвиг Тик (1985)
- Арканзаски регулатори – Фридрих Герстекер (1986)
- Борба за огън – Жозеф-Анри Рони-старши (1986)
- Джан – Андрей Платонов (1986)
- Господаря на Балантрей – Robert Louis Stevenson (1986)
- Конникът без глава – Майн Рид (1986)
- Къде се пробужда слънцето – Евгений Носов (1986)
- По границите на Далечния запад – Емилио Салгари (1986)
- Север против Юг – Жул Верн (1986)
- Приключенията на Родерик Рандъм – Тобаяс Смолет (1987)
- Червеното пони • Бисерът – Джон Стайнбек (1987)
- Корабокрушенецът от „Цинтия“ – Андре Лори и Жул Верн (1988)
- Пиратите по Мисисипи – Фридрих Герстекер (1988)
- Съзвездието Ловджийски кучета – Константин Паустовски (1988)
- Вийет – Шарлот Бронте (1989)
- Чичо Томовата колиба – Хариет Бичър Стоу (1989)
- Слепият музикант – Владимир Короленко (1990)

## Библиотека „Златно сърце“
изданията са представени по години заради некоректната им номерация
1. Биволарчета – Стоян Ц. Даскалов (1976)
2. Ането – Ангел Каралийчев (1976)
3. Рали – Стефан Дичев (1976)
4. Чернишка – Емилиян Станев (1976)
5. Мълчаливи герои – Дора Габе (1977)
6. Ламята – Николай Хайтов (1977)
7. Дивата гора – Орлин Василев (1977)
8. Момчил слиза от планината – Здравко Сребров (1977)
9. Следите остават – Павел Вежинов (1978)
10. Златно сърце – Калина Малина (1978)
11. Белият кораб – Михаил Лъкатник (1979)
12. Голямото пътешествие – Георги Струмски (1979)
13. Воля – Митко Ст. Горчивкин (1979)
14. През води и гори – Емилиян Станев (1979)
15. Носачи на жалони – Георги Мишев (1980)
16. Наско разведката – Борис Крумов (1980)
17. Орлов камък – Георги Караславов (1980)
18. Каменската махала – Никола Маринов (1981)
19. Тримата връстници – Кирил Апостолов (1981)
20. Приключенията на Лиско по море – Борис Априлов (1982)
21. Сините скали – Марко Марчевски (1982)
22. С Джуджи в детската градина – Лилия Талева (1982) (забележка – различен формат)
23. Зъб за зъб – Орлин Василев (1983)

## Библиотека „Когато бях малък“
1. При извора на живота – Камен Калчев (1977)
2. Когато бях малък – Добри Немиров (1977)
3. Далечни години – Константин Паустовски, прев. Георги Жечев (Текелиев) (1977)
4. Разкази за Кунето – Крум Григоров (1978)
5. Момчето от малкия град – Иван Мартинов (1978)
6. Когато бях малко момче – Ерих Кестнер, прев. Елена Николова-Руж (1979)
7. Автобиография – Бранислав Нушич, прев. проф. Боян Ничев (1979)
8. Славата на моя баща. Спомени от детството – Марсел Паньол, прев. Добринка Савова – Габровска (1979)
9. Гневен сезон – Еманюел Роблес, прев. Никола Колев (1980)
10. Големият каменен дом – Драгомир Асенов (1980)
11. Зелени години – Арчибалд Кронин, прев. Живка Рудинска (1981)
12. Брод – Пелин Велков (1981)
13. Шарено детство – Паулина Станчева (1981)
14. Мога да прескачам локви – Алан Маршал, прев. Светлана Стефанова (1981)
15. Повест за моето детство – Бончо Несторов (1982)
16. Краят на едно детство – Тодор Харманджиев (1982)
17. Книга за моя приятел – Анатол Франс, прев. Пенка Пройкова, Ангелина Г. Терзиева (1982 (1983)
18. Усмивка на детството – Мария Домбровска, прев. Ванда Смоховска-Петрова, Алина Петрова-Василевич (1983)
19. Късчета живот или Вълшебният рог на Оберов – Валентин Катаев, прев. Люба Мутафова (1983)
20. Моето семейство и други животни – Джералд Даръл, прев. Огняна Иванова (1984)
21. Сребърният герб – Корней Чуковски, прев. Здравка Петрова (1984)
22. Високият замък – Станислав Лем, прев. Магдалена Атанасова (1986)
23. Оня далечен мой свят – Иван Милчев (1986)
24. Слънчев часовник – Ян Парандовски, прев. Лилия Рачева (1988)
25. Пролет. Картини от училищния живот – Оскар Лутс, прев. Дора Янева-Медникарова (1989)
26. Аз, баба, Илико и Иларион – Нодар Думбадзе, прев. Антоанета Бежанска (1989)
27. Непоправимото куче – Фарли Моуът, прев. Юлия Чернева (1990)